# Station Lebak Jero
Lebak Jero is een spoorwegstation in de Indonesische provincie West-Java.

## Bestemmingen
- Simandra: naar Station Purwakarta en Station Cibatu